# Innovasjon- og teknologipartiet
Innovasjon- og teknologipartiet (deutsch: Die Innovations- und Technologiepartei), früher Piratpartiet, ist eine politische Partei in Norwegen. Sie ist Teil der internationalen Bewegung der Piratenparteien.

## Geschichte
Bestrebungen zur Gründung einer norwegischen Piratenpartei gab es bereits kurz nach Gründung der schwedischen Piratpartiet am 1. Januar 2006. Nach zwei erfolglosen Anläufen wurde am 16. Juni 2012 ein Gründungsvorbereitungstreffen in Trondheim abgehalten. Die offizielle Gründung erfolgte am 16. Dezember 2012, nachdem die zur offiziellen Registrierung als Partei notwendigen 5000 Unterstützerunterschriften gesammelt worden waren. Die Registrierung erfolgte am 24. Januar 2013.
Die Partei kandidierte bei der Parlamentswahl in Norwegen 2013 in allen Provinzen und erreichte 0,3 % der Stimmen. Bei der Wahl 2017 trat sie in elf der 19 Wahlkreise an und erreichte 0,1 % der Stimmen.
Im März 2023 änderte die Partei ihren Namen in Innovasjon- og teknologipartiet.

## Organisation
Provinzverbände bestehen seit dem 2. April 2013 in allen Provinzen. Die PpN benutzt Liquid Feedback zur internen Meinungsbildung. Mit „Unge Pirater“ besteht eine Jugendorganisation.